# أشلي بوث
أشلي بوث (بالإنجليزية: Ashley Booth)‏ (22 أكتوبر 1937 في المملكة المتحدة - 23 مارس 2014) هو مدرب كرة قدم ولاعب كرة قدم بريطاني في مركز الدفاع. لعب مع سانت جونستون.

## وصلات خارجية
- أشلي بوث على موقع قاعدة بيانات كرة القدم.إي يو (الإنجليزية)